# Werner Röhr
Werner Röhr (* 27. September 1941 in Berlin; † 29. Dezember 2022 ebenda) war ein deutscher Philosoph und Historiker.

## Leben
Röhr studierte Geschichte und Philosophie an der Humboldt-Universität zu Berlin. Im Januar 1971 legte er seine Promotion A über Arnold Gehlens Philosophie der Institutionen bei Wolfgang Heise und Lothar Kühne vor. 1976 erfolgte seine Promotion B über den marxistisch-leninistischen Begriff der Aneignung und seine Bedeutung für die Entwicklung der Theorie der sozialistischen Persönlichkeit und für die Bestimmung theoretisch-ideologischer Grundlagen sozialistischer Bildungsplanung.
Ab 1977 war Röhr als wissenschaftlicher Mitarbeiter am Zentralinstitut für Philosophie der Akademie der Wissenschaften der DDR in Ost-Berlin tätig. 1981 erfolgte aus politischen Gründen seine Strafversetzung. Röhr hatte einem Gesprächskreis um den Philosophen Peter Ruben angehört, bei dem es um einen modernisierten, operationalisierbaren Marxismus als verbesserte Grundlage des DDR-Sozialismus ging. Die Gruppe geriet dadurch in Konflikt mit der SED. Röhr solidarisierte sich mit politisch gemaßregelten Kollegen, wurde aus der SED ausgeschlossen und an das Zentralinstitut für Geschichte der Akademie der Wissenschaften versetzt. Hier war er bis 1991 als wissenschaftlicher Mitarbeiter tätig und beschäftigte sich vor allem mit der faschistischen Besatzungspolitik während des Zweiten Weltkriegs. Von 1994 bis 1996 nahm er eine Gastprofessur an der Wysza Skola Pedagogiczna in Zielona Góra (Grünberg, Polen) wahr.
1992 initiierte Röhr die Berliner Gesellschaft für Faschismus- und Weltkriegsforschung e. V. und amtierte bis 1999 als geschäftsführender Vorstand. Von 1993 bis zur Einstellung ihres Erscheinens 2008 gab Röhr die geschichtswissenschaftliche Fachzeitschrift Bulletin für Faschismus und Weltkriegsforschung heraus, die in seinem Wissenschaftsverlag edition organon in Berlin erschien. In seinen Publikationen beschäftigte er sich vor allem mit faschistischer Okkupationspolitik. 2011/12 legte er eine zweibändige Darstellung der Abwicklung der Geschichtswissenschaft der DDR nach 1990 vor.

## Schriften
Als Autor:
- Arnold Gehlens Philosophie der Institutionen, [Berlin] 1971, DNB 751201502 (Dissertation A HU Berlin, Gesellschaftswissenschaftliche Fakultät, 1971, XII, 248 gezählte Blätter, 4°).
- Aneignung und Persönlichkeit. Studie über die theoretisch-methodologische Bedeutung der marxistisch-leninistischen Aneignungsauffassung für die philosophische Persönlichkeitstheorie. Akademie Verlag, Berlin 1979 (Dissertation B an der Humboldt-Universität Berlin 1976 unter dem Titel: Aneignung und Persönlichkeit : Über den marxistisch-leninistischen Begriff der Aneignung und seine Bedeutung für die Entwicklung der Theorie der sozialistischen Persönlichkeit und für die Bestimmung theoretisch-ideologischer Grundlagen sozialistischer Bildungsplanung), DNB 780711335.
- Panta rhei. Vorlesungen zur antiken Philosophie. Edition Organon, Berlin 2004, ISBN 3-931034-04-6.
- September 1938. Die Sudetendeutsche Partei und ihr Freikorps. Edition Organon, Berlin 2008, ISBN 978-3-931034-06-1.
- Vom Annaberg nach Gleiwitz. Zur Vorgeschichte des deutschen Überfalls auf Polen am 1. September 1939. Edition Organon, Berlin 2009, ISBN 978-3-931034-13-9.
- Abwicklung: Das Ende der Geschichtswissenschaft der DDR. 2 Bände. Edition Organon, Berlin 2011/2012, ISBN 978-3-931034-14-6 (Band 1) und ISBN 978-3-931034-16-0 (Band 2).
- Volksregierung in Chile 1970–73: Streitfragen chilenischer Sozialisten zur Unidad Popular. VSA, Hamburg 2013, ISBN 978-3-89965-974-0.
- Faschismusforschung im Spiegel der Kritik. Aurora, Berlin 2014, ISBN 978-3-359-02536-8.
- Der türkische Völkermord an den Armeniern 1915/16: Zur Kasuistik seiner Leugnung in der Gegenwart. VSA, Hamburg 2015, ISBN 978-3-89965-983-2.
- Hundert Jahre deutsche Kriegsschulddebatte. Vom Weißbuch 1914 zum heutigen Geschichtsrevisionismus. VSA, Hamburg 2015, ISBN 978-3-89965-650-3.
- Krieg in Ost oder West? Die Entscheidung der Hitlerregierung für den Überfall auf Polen und der deutsch sowjetische Nichtangriffsvertrag vom 23. August 1939. In: Christoph Koch (Hrsg.): Gab es einen Stalin-Hitler-Pakt?, Peter Lang 2015, ISBN 978-3-631-66422-3, S. 139–193.

Als Herausgeber:
- Appellation an das Publikum… Dokumente zum Atheismusstreit um Fichte, Forberg, Niethammer. Jena 1798/99. Reclam, Leipzig 1987, ISBN 3-379-00074-4.
- Die faschistische Okkupationspolitik in Polen (1939–1945) (= Europa unterm Hakenkreuz. Die Okkupationspolitik des deutschen Faschismus (1938–1945). Achtbändige Dokumentenedition. Bd. 2). Dokumentenauswahl und Einleitung von Werner Röhr. Deutscher Verlag der Wissenschaften, Berlin 1989, ISBN 3-326-00294-7.
- Faschismus und Rassismus. Kontroversen um Ideologie und Opfer. In Zusammenarbeit mit Dietrich Eichholtz, Gerhard Hass und Wolfgang Wippermann, Akademie Verlag, Berlin 1992, ISBN 3-05-001852-6.
- Okkupation und Kollaboration (1938–1945): Beiträge zu Konzepten und Praxis der Kollaboration in der deutschen Okkupationspolitik. Zusammengestellt und eingeleitet von Werner Röhr. Hüthig, Berlin / Heidelberg 1994, ISBN 3-8226-2492-6.
- mit Brigitte Berlekamp: „Neuordnung Europas“. Vorträge vor der Berliner Gesellschaft für Faschismus- und Weltkriegsforschung 1992–1996. Edition Organon, Berlin 1996, ISBN 3-931034-00-3.
- mit Brigitte Berlekamp: Tod oder Überleben? Neue Forschungen zur Geschichte des Konzentrationslagers Ravensbrück. Edition Organon, Berlin 2001, ISBN 3-931034-03-8.
- mit Brigitte Berlekamp, Karl Heinz Roth: Der Krieg vor dem Krieg. Ökonomik und Politik der „friedlichen“ Aggressionen Deutschlands 1938/1939. VSA, Hamburg 2001, ISBN 3-87975-837-9.
- Günther Wieland: Naziverbrechen und deutsche Strafjustiz. Edition Organon, Berlin 2004, ISBN 3-931034-07-0.
- Karl Schmückle: Begegnungen mit Don Quijote. Ausgewählte Schriften (Schmückles). Argument Verlag, Hamburg 2014 (= Berliner Beiträge zur kritischen Theorie Band 17), ISBN 978-3-86754-103-9.